# Röhrawiesen
Röhrawiesen ist eine Ortschaft und eine Katastralgemeinde der Gemeinde Sigmundsherberg im Bezirk Horn in Niederösterreich.

## Geschichte
Laut Adressbuch von Österreich waren im Jahr 1938 in der Ortsgemeinde Röhrawiesen ein Gastwirt, ein Schmied, ein Zementwarenerzeuger und mehrere Landwirte ansässig.

## Siedlungsentwicklung
Zum Jahreswechsel 1979/1980 befanden sich in der Katastralgemeinde Röhrawiesen insgesamt 42 Bauflächen mit 20.407 m² und 48 Gärten auf 46.865 m², 1989/1990 gab es 41 Bauflächen. 1999/2000 war die Zahl der Bauflächen auf 64 angewachsen und 2009/2010 bestanden 71 Gebäude auf 163 Bauflächen.

## Bodennutzung
Die Katastralgemeinde ist landwirtschaftlich geprägt. 305 Hektar wurden zum Jahreswechsel 1979/1980 landwirtschaftlich genutzt und 272 Hektar waren forstwirtschaftlich geführte Waldflächen. 1999/2000 wurde auf 309 Hektar Landwirtschaft betrieben und 266 Hektar waren als forstwirtschaftlich genutzte Flächen ausgewiesen. Ende 2018 waren 297 Hektar als landwirtschaftliche Flächen genutzt und Forstwirtschaft wurde auf 270 Hektar betrieben. Die durchschnittliche Bodenklimazahl von Röhrawiesen beträgt 45,4 (Stand 2010).